# 君が笑ってくれたから、今日も夢の種を蒔こう。-キミたね-
「君が笑ってくれたから、今日も夢の種を蒔こう。-キミたね-」（きみがわらってくれたから、きょうもゆめのたねをまこう。-キミたね-）は、Little Nonの12作目のシングル。2010年3月24日にLantisから発売された。

## 概要
表題曲「君が笑ってくれたから、今日も夢の種を蒔こう。-キミたね-」は、PSPゲーム『咲-Saki- Portable』のオープニングテーマで、カップリングの「爆発始動レボリューション」は、同ゲームエンディングテーマとして採用されている。

## 収録曲
全作詞・作曲・編曲：Little Non
1. 君が笑ってくれたから、今日も夢の種を蒔こう。-キミたね- [3:41] 
  - PSPゲーム『咲-Saki- Portable』オープニングテーマ
2. 爆発始動レボリューション [3:51] 
  - PSPゲーム『咲-Saki- Portable』エンディングテーマ
3. 君が笑ってくれたから、今日も夢の種を蒔こう。-キミたね-（instrumental）
4. 爆発始動レボリューション（instrumental）